# Jan Panáček
Jan Panáček (* 8. August 1970 in Ostrava) ist ein ehemaliger tschechischer Radrennfahrer und nationaler Meister im Radsport.

## Sportliche Laufbahn
Panáček war Bahnradsportler. Er war Teilnehmer der Olympischen Sommerspiele 1992 in Barcelona. In der Mannschaftsverfolgung kamen Svatopluk Buchta, Rudolf Juřícký, Jan Panáček und Pavel Tesař auf den 8. Rang.
1990 wurde er bei den nationalen Meisterschaften im Bahnradsport Sieger im Mannschaftszeitfahren. 1991 bis 1994 konnte er mit seinem Team den Titel erfolgreich verteidigen. 1995 wurde er erneut Titelträger, 1989 wurde er Dritter. 1994 wurde Panáček Zweiter der Meisterschaft in der Einerverfolgung hinter Milan Kadlec. 1993 gewann er die Meisterschaft im Punktefahren.